# New Vienna (Iowa)
New Vienna es una ciudad ubicada en el condado de Dubuque en el estado estadounidense de Iowa. En el Censo de 2010 tenía una población de 407 habitantes y una densidad poblacional de 357,14 personas por km².

## Geografía
New Vienna se encuentra ubicada en las coordenadas 42°32′52″N 91°6′50″O / 42.54778, -91.11389. Según la Oficina del Censo de los Estados Unidos, New Vienna tiene una superficie total de 1.14 km², de la cual 1.14 km² corresponden a tierra firme y (0%) 0 km² es agua.

## Demografía
Según el censo de 2010, había 407 personas residiendo en New Vienna. La densidad de población era de 357,14 hab./km². De los 407 habitantes, New Vienna estaba compuesto por el 98.77% blancos, el 0.25% eran afroamericanos, el 0% eran amerindios, el 0.74% eran asiáticos, el 0% eran isleños del Pacífico, el 0% eran de otras razas y el 0.25% pertenecían a dos o más razas. Del total de la población el 0.25% eran hispanos o latinos de cualquier raza.